# Rhododendron vinicolor
Rhododendron vinicolor är en ljungväxtart som beskrevs av Herman Otto Sleumer. Rhododendron vinicolor ingår i släktet rododendron, och familjen ljungväxter. Inga underarter finns listade i Catalogue of Life.